# КК Виртус Рома
Виртус Рома, (итал. Pallacanestro Virtus Roma) је италијански кошаркашки клуб из Рима. У сезони 2015/16. такмичи се у Серији А Италије.

## Историја
Клуб је основан 1960. под именом Виртус Аурелија, спајањем две римске кошаркашке екипе - Сан Сабе и Групо Борђо Каваљерија. Недуго затим клуб је преименован у Виртус Рома и то име је задржао до данас, са повременим мањим изменама из спонзорских разлога.

## Успеси

### Национални
- Првенство Италије:
  - Првак (1): 1983.
  - Вицепрвак (2): 2008, 2013.

- Куп Италије:
  - Финалиста (2): 1990, 2006.

- Суперкуп Италије:
  - Победник (1): 2000.

### Међународни
- Куп Радивоја Кораћа:
  - Победник (2): 1986, 1992.
  - Финалиста (1): 1993.

- Куп европских шампиона:
  - Победник (1): 1984.

- Интерконтинентални куп:
  - Победник (1): 1984.

## Учинак у претходним сезонама
| Сез.     | Првенство Италије | Куп Италије  | Европско такмичење      | Европско такмичење |
| -------- | ----------------- | ------------ | ----------------------- | ------------------ |
| 2006/07. | Полуфинале ПО     | Четвртфинале | Евролига - Топ 16       |                    |
| 2007/08. | Вицепрвак         | Четвртфинале | Евролига - Топ 16       |                    |
| 2008/09. | Четвртфинале ПО   | Четвртфинале | Евролига - Топ 16       |                    |
| 2009/10. | Полуфинале ПО     | -            | Евролига - Топ 24       |                    |
| 2010/11. | 9. место          | -            | Евролига - Топ 16       |                    |
| 2011/12. | 13. место         | -            | -                       |                    |
| 2012/13. | Вицепрвак         | Полуфинале   | -                       |                    |
| 2013/14. | Полуфинале ПО     | Четвртфинале | Еврокуп - Прва фаза     |                    |
| 2014/15. | 10. место         | -            | Еврокуп - Осмина финала |                    |
| 2015/16. | -                 | -            | -                       |                    |

## Познатији играчи
| - Пјетро Арадори - Огњен Ашкрабић - Сани Бечирович - Танока Бирд - Дејан Бодирога - Примож Брезец - Немања Гордић - Луиђи Датоме - Владимир Дашић - Тадија Драгићевић | - Нихад Ђедовић - Обина Екезије - Владо Илијевски - Рамел Кари - Еразем Лорбек - Лукас Маврокефалидис - Карлтон Мајерс - Марко Морденте - Саша Обрадовић - Ентони Паркер | - Скуни Пен - Дино Рађа - Данијел Сантијаго - Урош Слокар - Рок Стипчевић - Али Траоре - Роко Укић - Грегор Фучка - Мајер Четмен |

## Познатији тренери
- Светислав Пешић
- Јасмин Репеша
- Петар Сканси

## Имена клуба кроз историју
- Банко Рома (1971—1988)
- Фонола Рома (1988—1989)
- Ил Месађеро Рома (1989—1992)
- Бјурџи Рома (1993—1994)
- Теорематур Рома (1994—1995)
- Нуова Тирена Рома (1995—1996)
- Телемаркет Рома (1996—1997)
- Калче Помпеа Рома (1996—1999)
- Адр Рома (1999—2001)
- Вирт Рома (2001—2002)
- Лотоматика Рома (2002—2011)
- Аћеа Рома (2011—)